# Stranger Things/Episodenliste

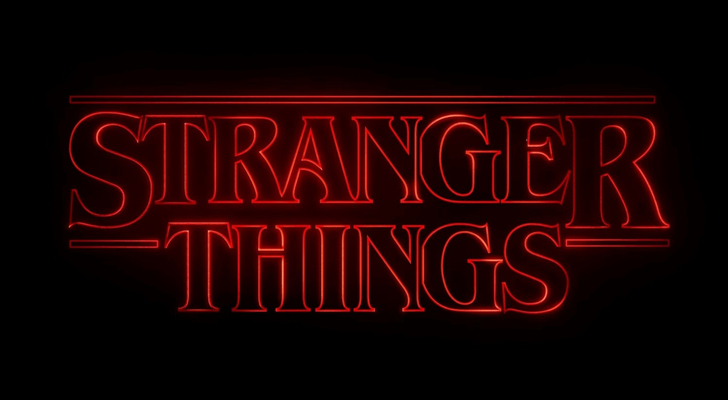
Logo der Serie

Diese Episodenliste enthält alle Episoden der US-amerikanischen Science-Fiction-Mystery-Fernsehserie Stranger Things, sortiert nach der US-amerikanischen Erstveröffentlichung. Die Fernsehserie umfasst derzeit vier Staffeln mit 34  Episoden.

## Übersicht
| Staffel | Episodenanzahl | Erstveröffentlichung USA | Deutschsprachige Erstveröffentlichung |
| ------- | -------------- | ------------------------ | ------------------------------------- |
| 1       | 8              | 15. Juli 2016            | 15. Juli 2016                         |
| 2       | 9              | 27. Oktober 2017         | 27. Oktober 2017                      |
| 3       | 8              | 4. Juli 2019             | 4. Juli 2019                          |
| 4       | 7              | 27. Mai 2022             | 27. Mai 2022                          |
| 4       | 2              | 1. Juli 2022             | 1. Juli 2022                          |
| 5       | 4              | 26. November 2025        |                                       |
| 5       | 3              | 25. Dezember 2025        |                                       |
| 5       | 1              | 31. Dezember 2025        |                                       |

## Staffel 1
| Nr. (ges.) | Nr. (St.) | Deutscher Titel                                  | Originaltitel                            | Regie         | Drehbuch             |
| --- | --------- | ------------------------------------------------ | ---------------------------------------- | ------------- | -------------------- |
| 1 | 1         | Kapitel eins: Das Verschwinden des Will Byers    | Chapter One: The Vanishing of Will Byers | Duffer-Brüder | Duffer-Brüder        |
| 2 | 2         | Kapitel zwei: Die Verrückte auf der Maple Street | Chapter Two: The Weirdo on Maple Street  | Duffer-Brüder | Duffer-Brüder        |
| 3 | 3         | Kapitel drei: Grausame Nacht                     | Chapter Three: Holly, Jolly              | Shawn Levy    | Jessica Mecklenburg  |
| 4 | 4         | Kapitel vier: Die Leiche                         | Chapter Four: The Body                   | Shawn Levy    | Justin Doble         |
| 5 | 5         | Kapitel fünf: Der Floh und der Akrobat           | Chapter Five: The Flea and the Acrobat   | Duffer-Brüder | Alison Tatlock       |
| 6 | 6         | Kapitel sechs: Das Monster                       | Chapter Six: The Monster                 | Duffer-Brüder | Jessie Nickson-Lopez |
| 7 | 7         | Kapitel sieben: Die Badewanne                    | Chapter Seven: The Bathtub               | Duffer-Brüder | Justin Doble         |
| 8 | 8         | Kapitel acht: Die andere Seite                   | Chapter Eight: The Upside Down           | Duffer-Brüder | Duffer-Brüder        |
| Alle Episoden wurden am 15. Juli 2016 sowohl in Originalsprache als auch in deutscher Sprache bei Netflix veröffentlicht. |           |                                                  |                                          |               |                      |

## Staffel 2
| Nr. (ges.) | Nr. (St.) | Deutscher Titel                         | Originaltitel                      | Regie          | Drehbuch             |
| --- | --------- | --------------------------------------- | ---------------------------------- | -------------- | -------------------- |
| 9 | 1         | Kapitel eins: MAD MAX                   | Chapter One: MADMAX                | Duffer-Brüder  | Duffer-Brüder        |
| 10 | 2         | Kapitel zwei: Süßes oder Saures, Freak  | Chapter Two: Trick or Treat, Freak | Duffer-Brüder  | Duffer-Brüder        |
| 11 | 3         | Kapitel drei: Die Kaulquappe            | Chapter Three: The Pollywog        | Shawn Levy     | Justin Doble         |
| 12 | 4         | Kapitel vier: Will, der Weise           | Chapter Four: Will the Wise        | Shawn Levy     | Duffer-Brüder        |
| 13 | 5         | Kapitel fünf: Dig Dug                   | Chapter Five: Dig Dug              | Andrew Stanton | Jessie Nickson-Lopez |
| 14 | 6         | Kapitel sechs: Der Spion                | Chapter Six: The Spy               | Andrew Stanton | Kate Trefey          |
| 15 | 7         | Kapitel sieben: Die verlorene Schwester | Chapter Seven: The Lost Sister     | Rebecca Thomas | Justin Doble         |
| 16 | 8         | Kapitel acht: Der Gedankenschinder      | Chapter Eight: The Mind Flayer     | Duffer-Brüder  | Duffer-Brüder        |
| 17 | 9         | Kapitel neun: Das Tor                   | Chapter Nine: The Gate             | Duffer-Brüder  | Duffer-Brüder        |
| Alle Episoden wurden am 27. Oktober 2017 sowohl in Originalsprache als auch in deutscher Sprache bei Netflix veröffentlicht. |           |                                         |                                    |                |                      |

## Staffel 3
| Nr. (ges.) | Nr. (St.) | Deutscher Titel                                     | Originaltitel                                    | Regie          | Drehbuch        |
| --- | --------- | --------------------------------------------------- | ------------------------------------------------ | -------------- | --------------- |
| 18 | 1         | Kapitel eins: Suzie, hörst du mich?                 | Chapter One: Suzie, Do You Copy?                 | Duffer-Brüder  | Duffer-Brüder   |
| 19 | 2         | Kapitel zwei: Ratten                                | Chapter Two: The Mall Rats                       | Duffer-Brüder  | Duffer-Brüder   |
| 20 | 3         | Kapitel drei: Die verschwundene Rettungsschwimmerin | Chapter Three: The Case of the Missing Lifeguard | Shawn Levy     | William Bridges |
| 21 | 4         | Kapitel vier: Der Sauna-Test                        | Chapter Four: The Sauna Test                     | Shawn Levy     | Kate Trefey     |
| 22 | 5         | Kapitel fünf: Die Armee                             | Chapter Five: The Flayed                         | Uta Briesewitz | Paul Dichter    |
| 23 | 6         | Kapitel sechs: E Pluribus Unum                      | Chapter Six: E Pluribus Unum                     | Uta Briesewitz | Curtis Gwinn    |
| 24 | 7         | Kapitel sieben: Der Biss                            | Chapter Seven: The Bite                          | Duffer-Brüder  | Duffer-Brüder   |
| 25 | 8         | Kapitel acht: Die Schlacht von Starcourt            | Chapter Eight: The Battle of Starcourt           | Duffer-Brüder  | Duffer-Brüder   |
| Alle Episoden wurden am 4. Juli 2019 sowohl in Originalsprache als auch in deutscher Sprache bei Netflix veröffentlicht. |           |                                                     |                                                  |                |                 |

## Staffel 4
| Nr. (ges.) | Nr. (St.) | Deutscher Titel                               | Originaltitel                                | Regie         | Drehbuch             |
| --- | --------- | --------------------------------------------- | -------------------------------------------- | ------------- | -------------------- |
| Ausgabe 1 |           |                                               |                                              |               |                      |
| 26 | 1         | Kapitel eins: Der Höllenfeuer-Club            | Chapter One: The Hellfire Club               | Duffer-Brüder | Duffer-Brüder        |
| 27 | 2         | Kapitel zwei: Vecnas Fluch                    | Chapter Two: Vecna’s Curse                   | Duffer-Brüder | Duffer-Brüder        |
| 28 | 3         | Kapitel drei: Das Monster und die Superheldin | Chapter Three: The Monster and The Superhero | Shawn Levy    | Caitlin Schneiderhan |
| 29 | 4         | Kapitel vier: Lieber Billy                    | Chapter Four: Dear Billy                     | Shawn Levy    | Paul Dichter         |
| 30 | 5         | Kapitel fünf: Das Nina-Projekt                | Chapter Five: The Nina Project               | Nimród Antal  | Kate Trefry          |
| 31 | 6         | Kapitel sechs: Auf Tiefgang                   | Chapter Six: The Dive                        | Nimród Antal  | Curtis Gwinn         |
| 32 | 7         | Kapitel sieben: Das Massaker im Hawkins Lab   | Chapter Seven: The Massacre at Hawkins Lab   | Duffer-Brüder | Duffer-Brüder        |
| Ausgabe 2 |           |                                               |                                              |               |                      |
| 33 | 8         | Kapitel acht: Papa                            | Chapter Eight: Papa                          | Duffer-Brüder | Duffer-Brüder        |
| 34 | 9         | Kapitel neun: Huckepack                       | Chapter Nine: The Piggyback                  | Duffer-Brüder | Duffer-Brüder        |
| Die Staffel erschien zweigeteilt. Die ersten sieben Episoden erschienen am 27. Mai 2022. Die restlichen zwei Episoden wurden am 1. Juli 2022 veröffentlicht. |           |                                               |                                              |               |                      |